# Faistenberger
Faistenberger hieß eine Maler- und Bildhauerfamilie aus Hall in Tirol bzw. Kitzbühel, Tirol.
Bekannte Mitglieder der Künstlerfamilie:
- Benedikt Faistenberger (* 1621 in Kitzbühel, † 1693 in Kitzbühel)
- Andreas Faistenberger (Taufe 29. November 1646 in Kitzbühel, † 8. Dezember 1735 in München), Bildhauer, Sohn von Benedikt Faistenberger
- Simon Benedikt Faistenberger (Taufe 27. Oktober 1695 in Kitzbühel, † 22. April 1759 in Kitzbühel), Maler, Neffe von Andreas Faistenberger

Vertreter des Österreichischen Barocks
Werke: Wand- und Deckenmalereien besonders in Tirol (St. Johann in Tirol (1727), Kitzbühel (1739), Rattenberg (1758))
- Ignaz Faistenberger (1662–1728)
- Anton Faistenberger (* 1663 in Salzburg, † 29. Februar 1708 in Wien), Neffe von Benedikt Faistenberger

Werke: Landschaftsbilder und Radierungen
- Joseph Faistenberger (* 1675 in Salzburg, † 30. August 1724 in Salzburg), Bruder von Anton Faistenberger

Werke: Landschaftsbilder
Bekannte Mitglieder der Musikerfamilie, die in Wien wirkte:
- Joseph Leopold Faistenberger (1764–1835), österreichischer Musiker und Komponist
- Johann Baptist Faistenberger (1797–1867), österreichischer Komponist
- Johann Faistenberger (1840–1898), österreichischer Musiker